# Bulbs Ehlers
Edwin Sheffield Ehlers, detto Bulbs (Joliet, 10 marzo 1923 – South Bend, 17 giugno 2013), è stato un cestista, giocatore di baseball e allenatore di pallacanestro statunitense, professionista nella BAA.

## Carriera
Venne selezionato dai Boston Celtics al primo giro del Draft BAA 1947 (3ª scelta assoluta).